# Klášter Melk
Klášter Melk (německy Stift Melk) je benediktinské opatství na skalnatém výběžku nad městem Melk v Dolním Rakousku, asi 80 km západně od Vídně. Pod klášterem údolím Wachau protéká řeka Dunaj,, podle níž se klášter nazývá Brána Wachau. Celá oblast je od roku 2000 chráněná jako Světové dědictví UNESCO. Klášter je největším komplexem sakrálních budov v Rakousku. V klášteře se nachází hrob svatého Kolomana ze Stockerau a několika členů rodu Babenberků, první rakouské vládnoucí dynastie.

## Historie
V roce 996 si markrabě Leopold I. z Babenberku za své sídlo vybral Melk, ale v roce 1089 Leopold II. z Babenberku sídlo daroval benediktinským mnichům, kteří pod vedením opata Sigibolda přišli z opatství Lambach, a své sídlo přesunul do Vídně. Mniši v témže roce na skalnatém výběžku založili nynější klášter, který byl jako knížecí fundace nadán mnoha privilegii včetně exempce, byl vyňat z pravomoci rakouských biskupů a podřízen přímo papeži. Během 12. století zde byly založeny skriptorium, klášterní škola a knihovna. Až do počátku 16. století v klášteře působilo skriptorium, které patřilo k hlavním rakouským centrům tvorby středověkých rukopisů. Ve vrcholném období v letech 1224-1247 klášter vedl opat Walter, působil zde básník Jindřich z Melku.. V roce 1297 bylo románské opatství zničeno požárem a po roce 1306 znovu postaveno v gotickém slohu.. Klášter byl během 14. století postižen morovou epidemií, špatným hospodařením, uvolněním disciplíny a papežským schizmatem. Proto Kostnický koncil roku 1418 vyslal do Melku vizitátora, který inicioval tzv. Melckou reformu.
V 16. století převládla v zemi reformovaná církev, proti níž zůstal klášter po roce 1555 jednou z mála opor Habsburků a centrem protireformace. Poslední vážné škody v klášteře způsobil v roce 1683 vpád Turků. Po jejich porážce opat začal plánovat barokní přestavbu poškozeného kláštera.
- Barokní budovy kláštera vystavěl v letech 1702 a 1726 architekt Jakob Prandtauer.[1]. Po jeho smrti pokračoval v interiérech Antonio Beduzzi, původně divadelní scénograf. Monumentální sochy patronů sv. Leopolda a sv. Kolomana roku 1716 dodal vídeňský dvorní sochař Lorenzo Mattielli.
- Klášterní kostel sv. Petra a Pavla vyzdobil svými freskami Johann Michael Rottmayr. Nejcennějšími památkami v něm jsou dřevěný románský krucifix a pozdně gotická oltářní archa od Jörga Breue.
- Barokní sály knihovny a Mramorový sál v císařském křídle kláštera vyzdobil freskami Paul Troger.

Vzhledem k tomu, že klášter provozoval proslulé gymnázium, nebyl při reformách císaře Josefa II. z let 1780 a 1790 zrušen jako mnoho jiných; z jejich knihoven si v dražbě nakoupil cenné rukopisy a tisky. Dalším ohrožením klášter prošel během napoleonských válek, když zde roku 1805 vypukl požár a bylo zde ubytováno 200 ruských zajatců. klášter se nevyhnul ani konfiskaci chrámového stříbra v období státního krachu v letech 1806–1809. Uchránil alespoň hlavní památku klášterního pokladu, Melcký relikviářový kříž z roku 1362.
Po 1. světové válce se klášter opět ocitl ve finanční krizi a byl nucen prodat nejstarší tištěnou knihu, Gutenbergovu bibli. V období po Anšlusu Rakouska v roce 1938 škola a velká část opatství byly zkonfiskovány nacistickým státem. Majetek i škola byly opatství vráceny po skončení druhé světové války a obsazení Rudou armádou. V letech 1990–1995 klášter prošel generální rekonstrukcí budov i parku.

## Ohlas v kultuře
- Mnich Adso z Melku je jednou z hlavních postav románu Jméno růže od Umberta Eca.

## Fotogalerie

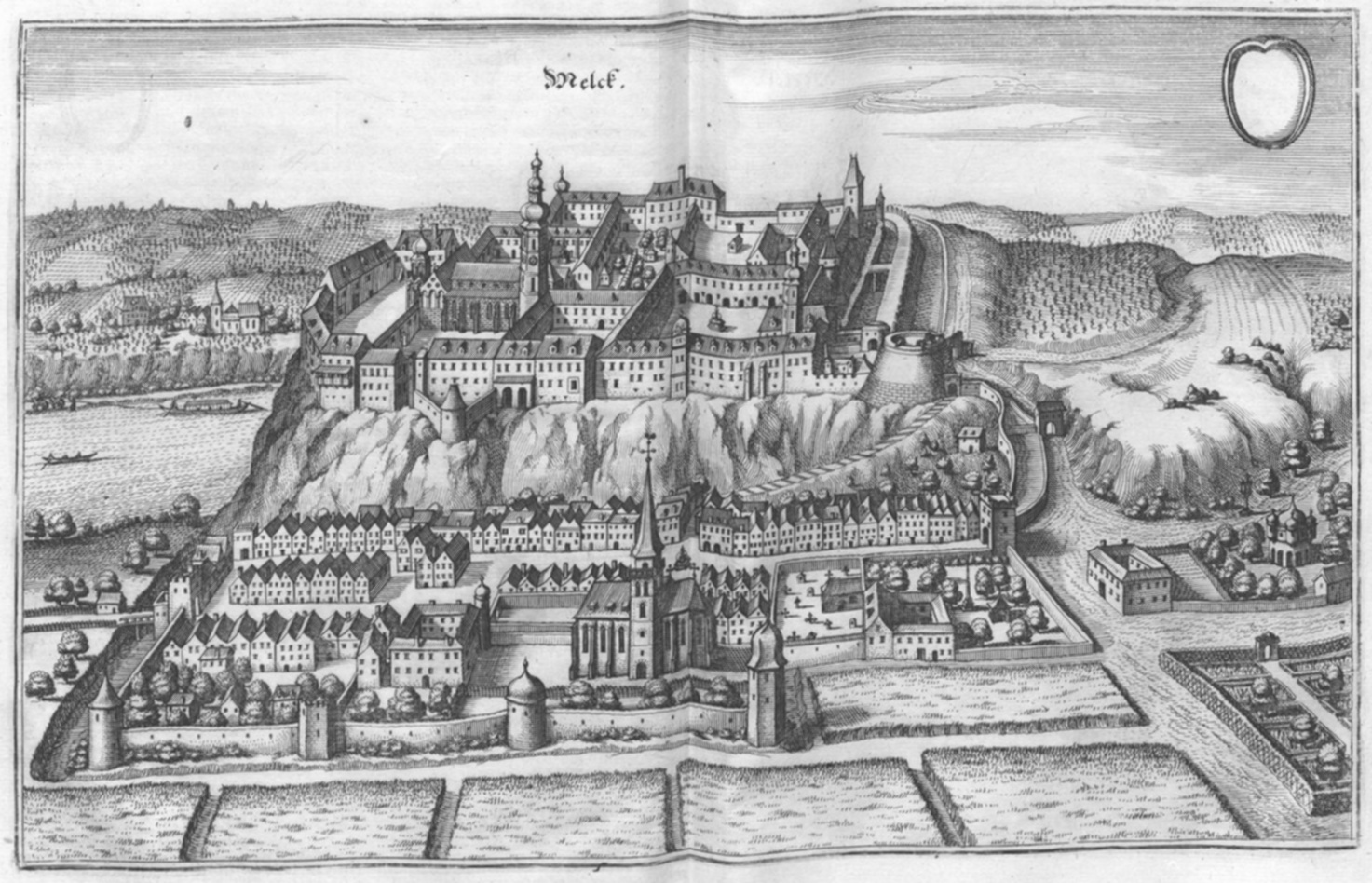
Merianův pohled z roku 1679
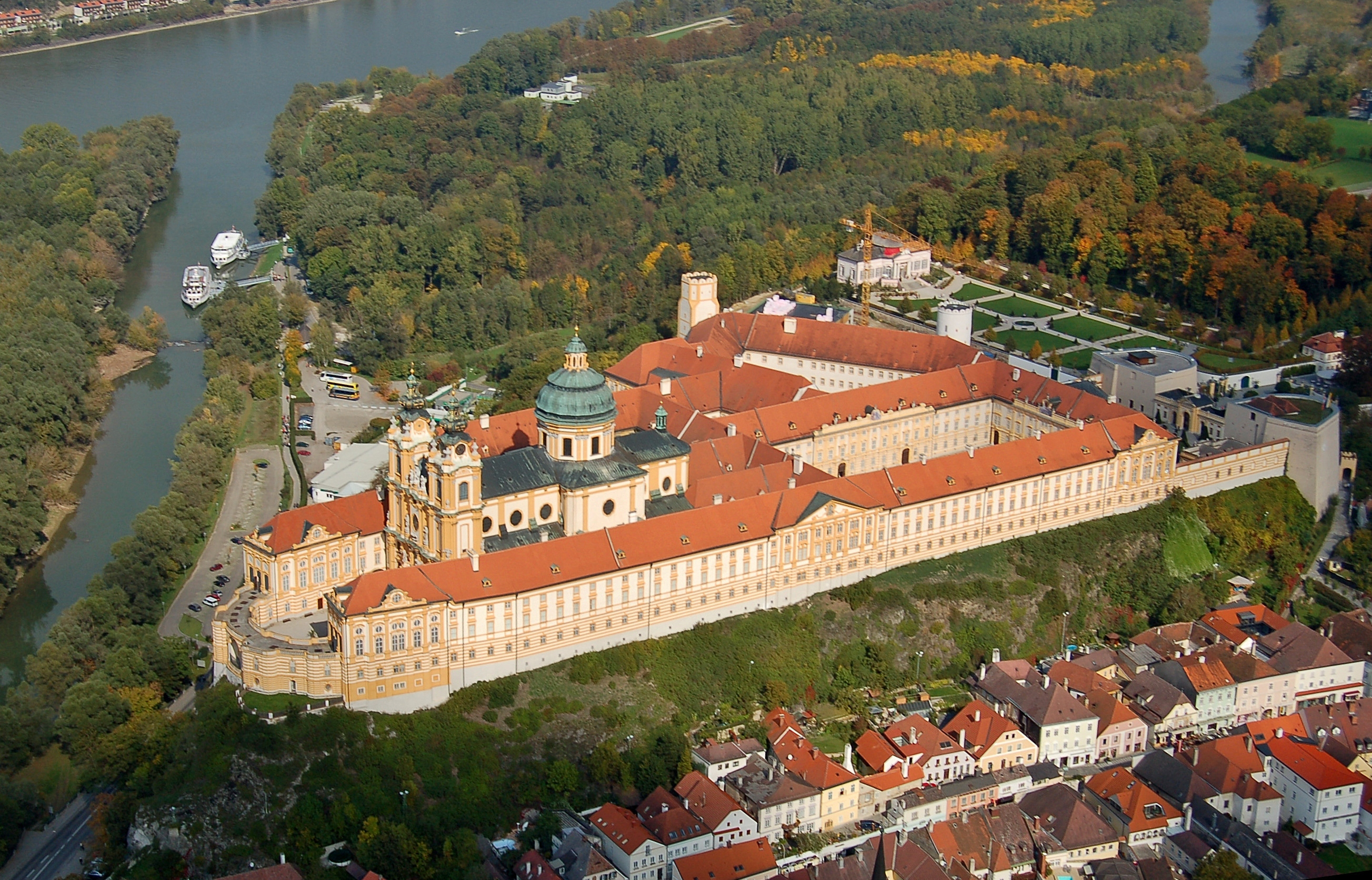
Letecký pohled
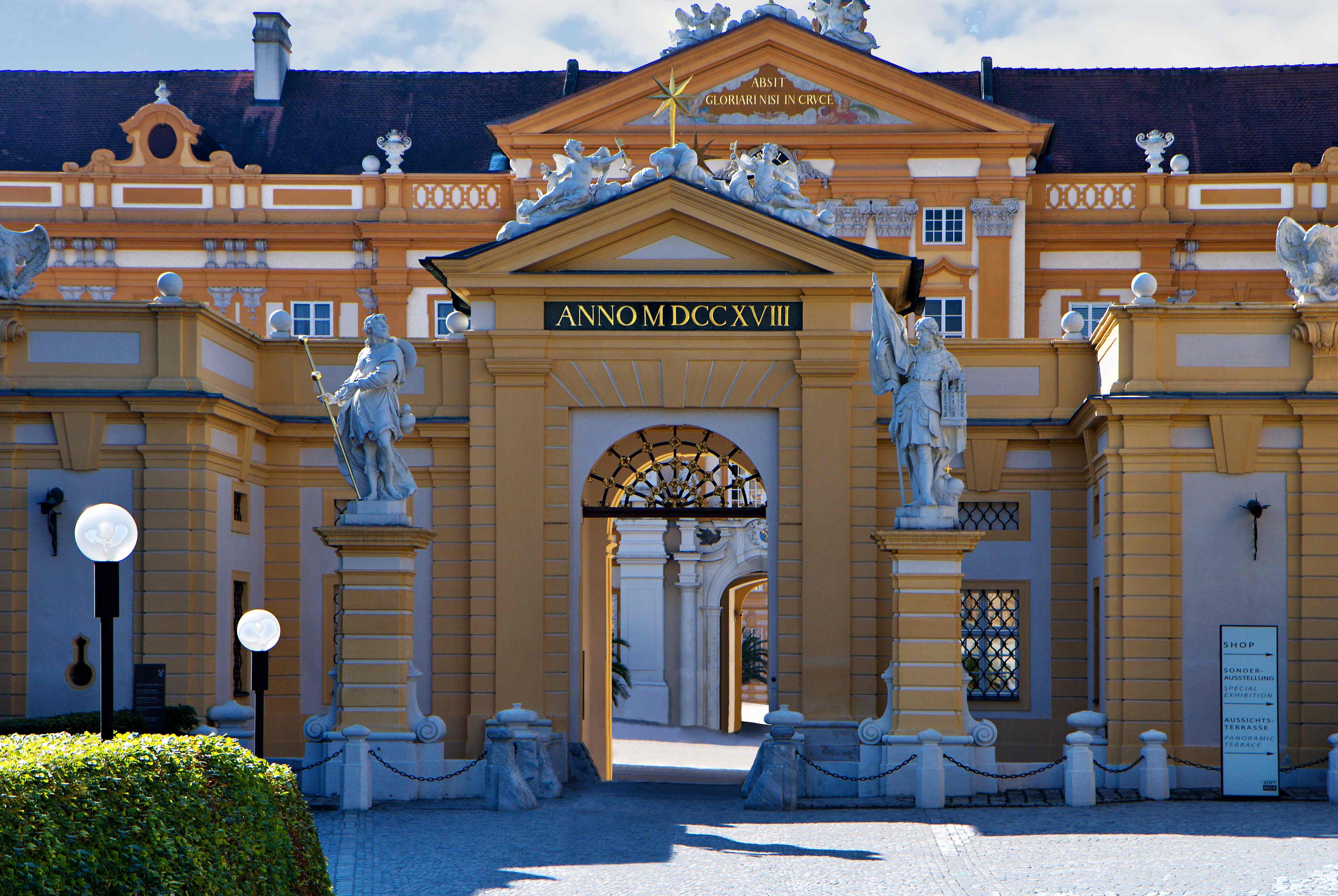
Hlavní portál
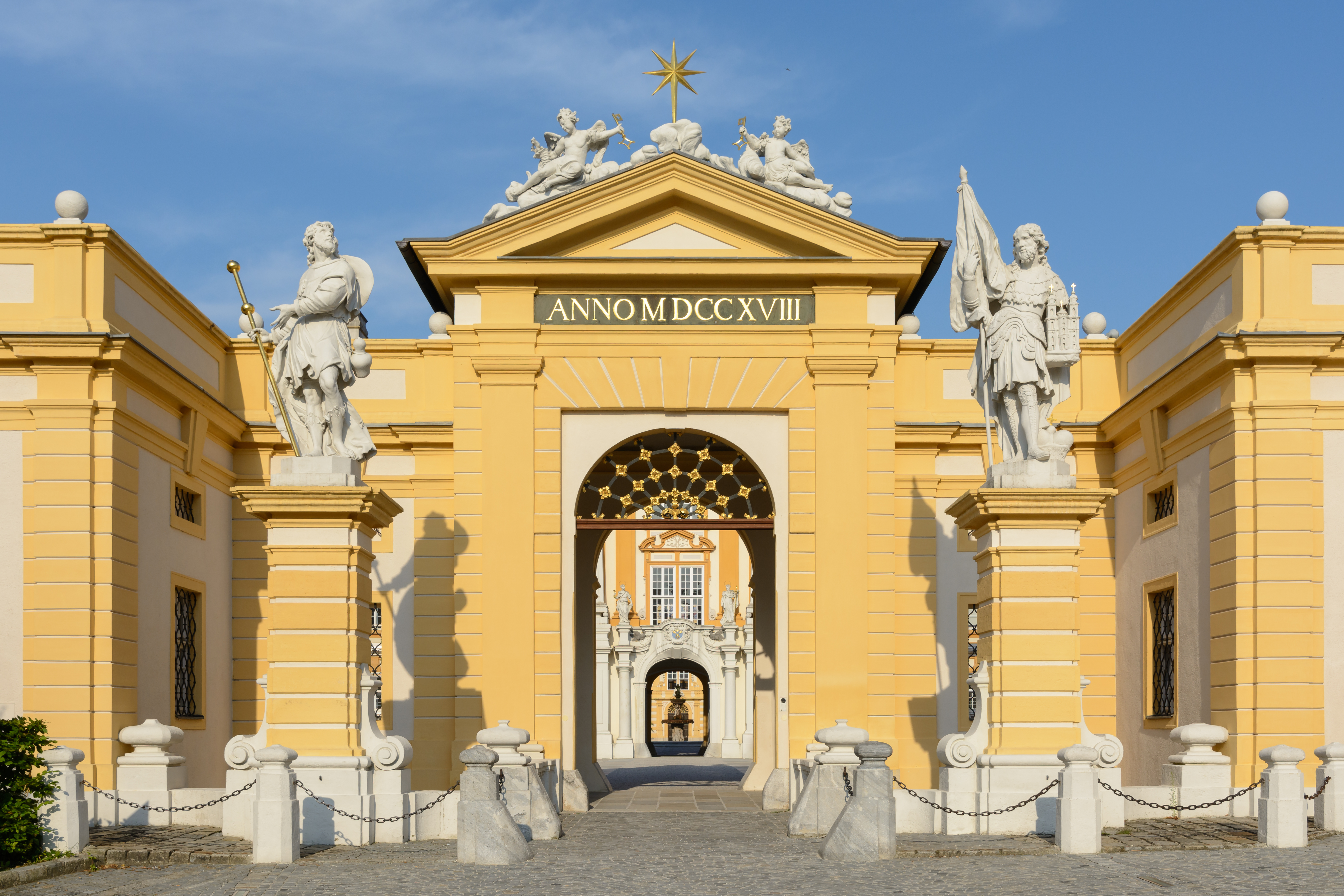
Hlavní portál
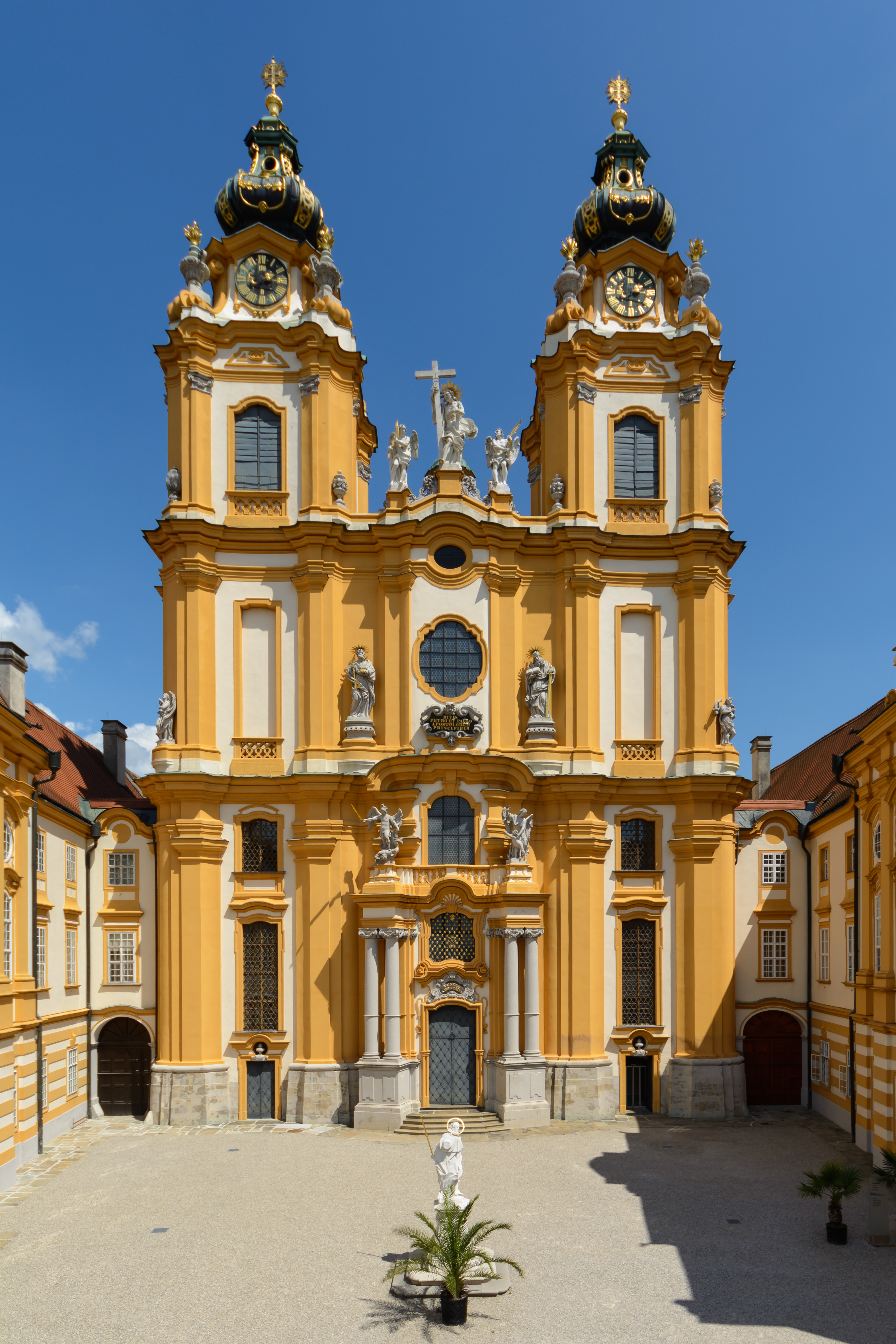
Průčelí kostela
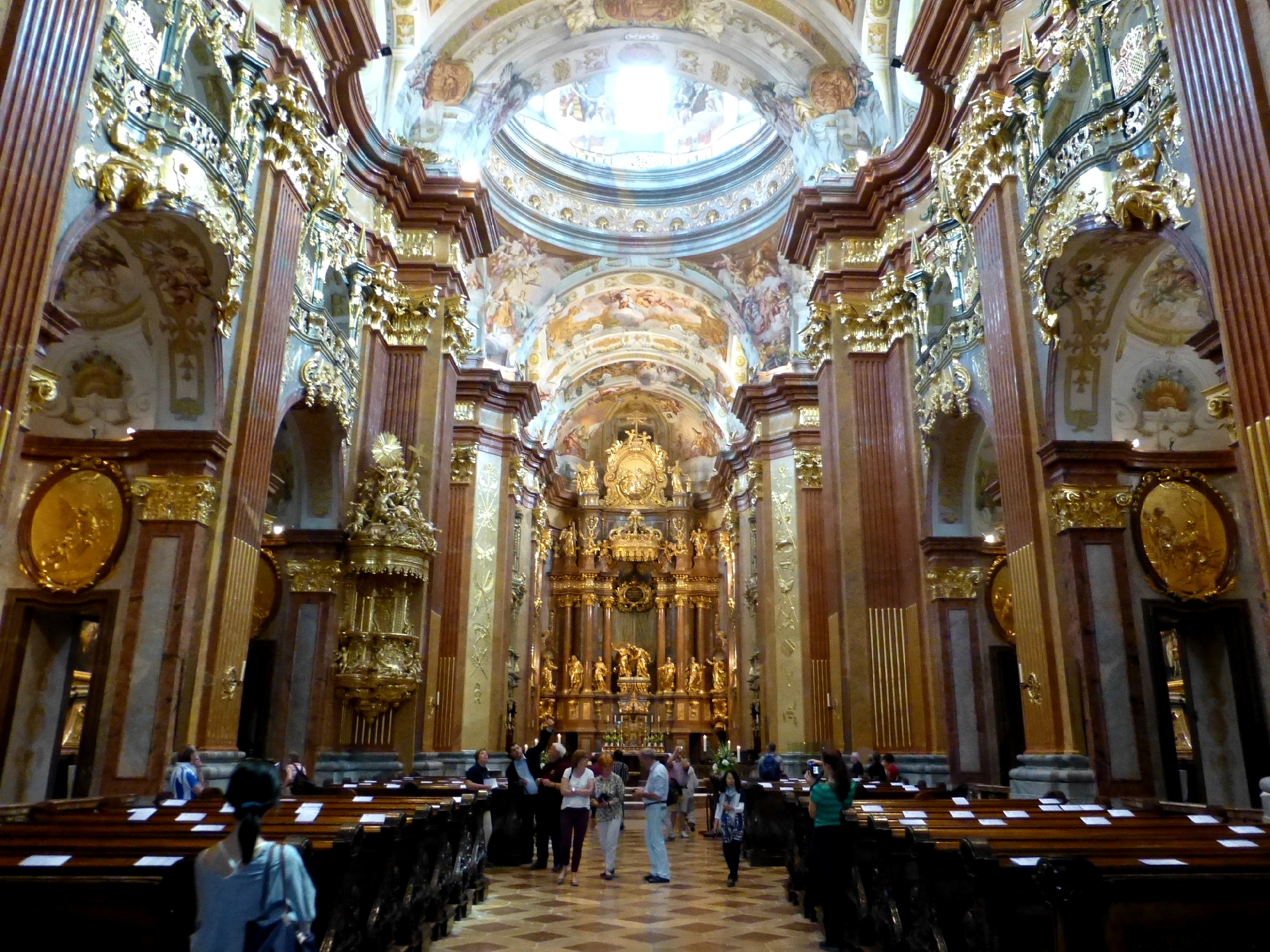
Interiér kostela
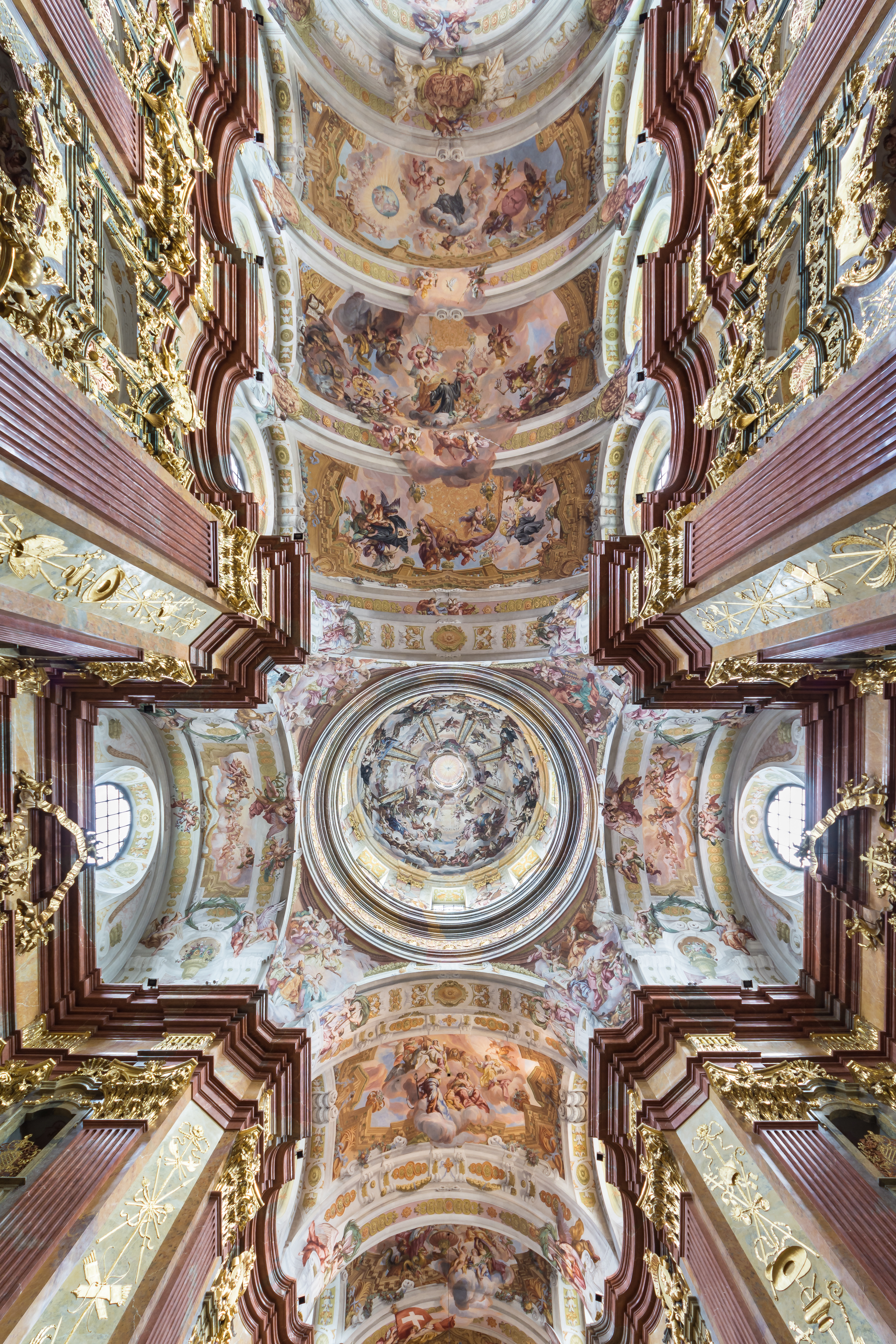
Klenby a kupole
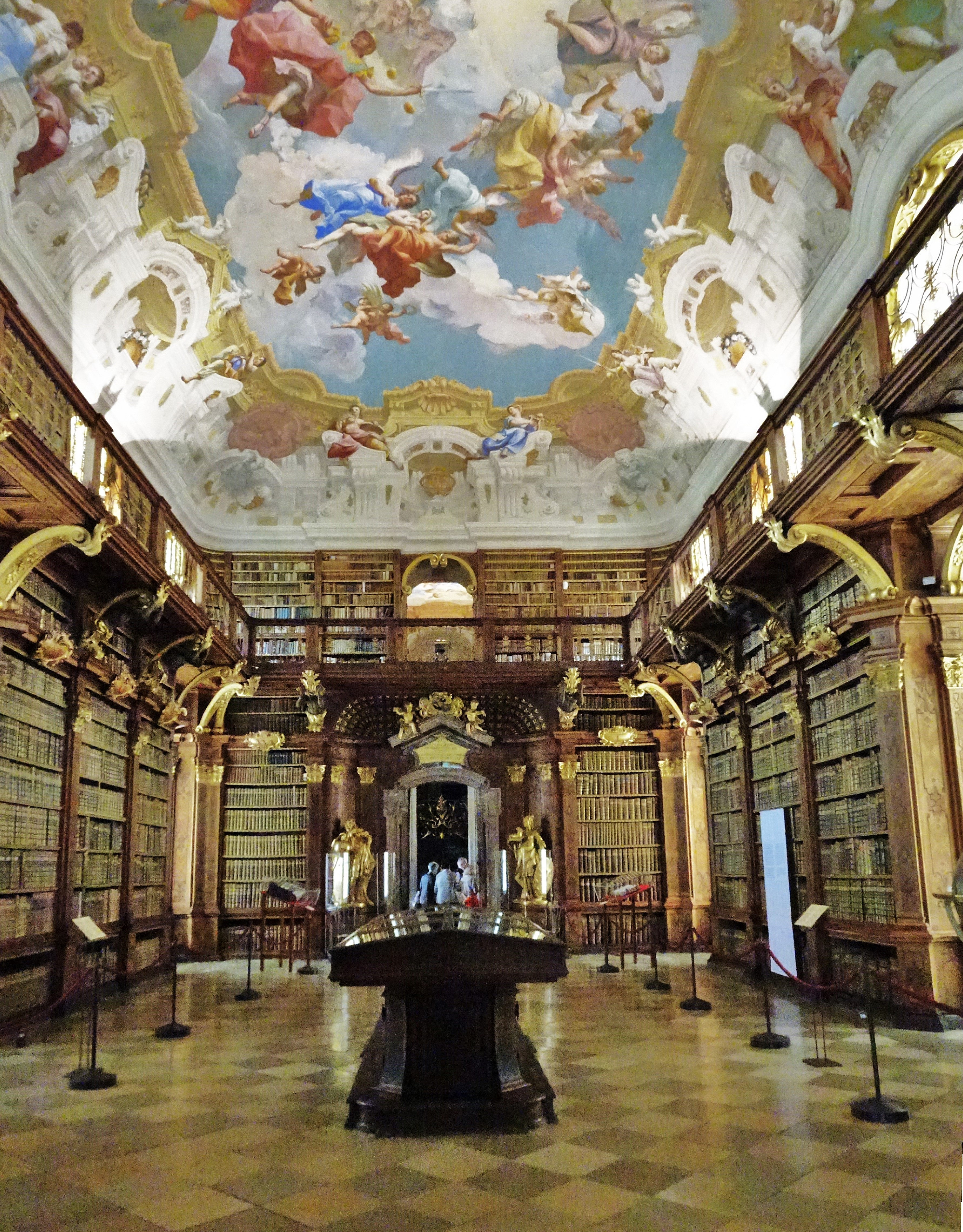
Sál knihovny
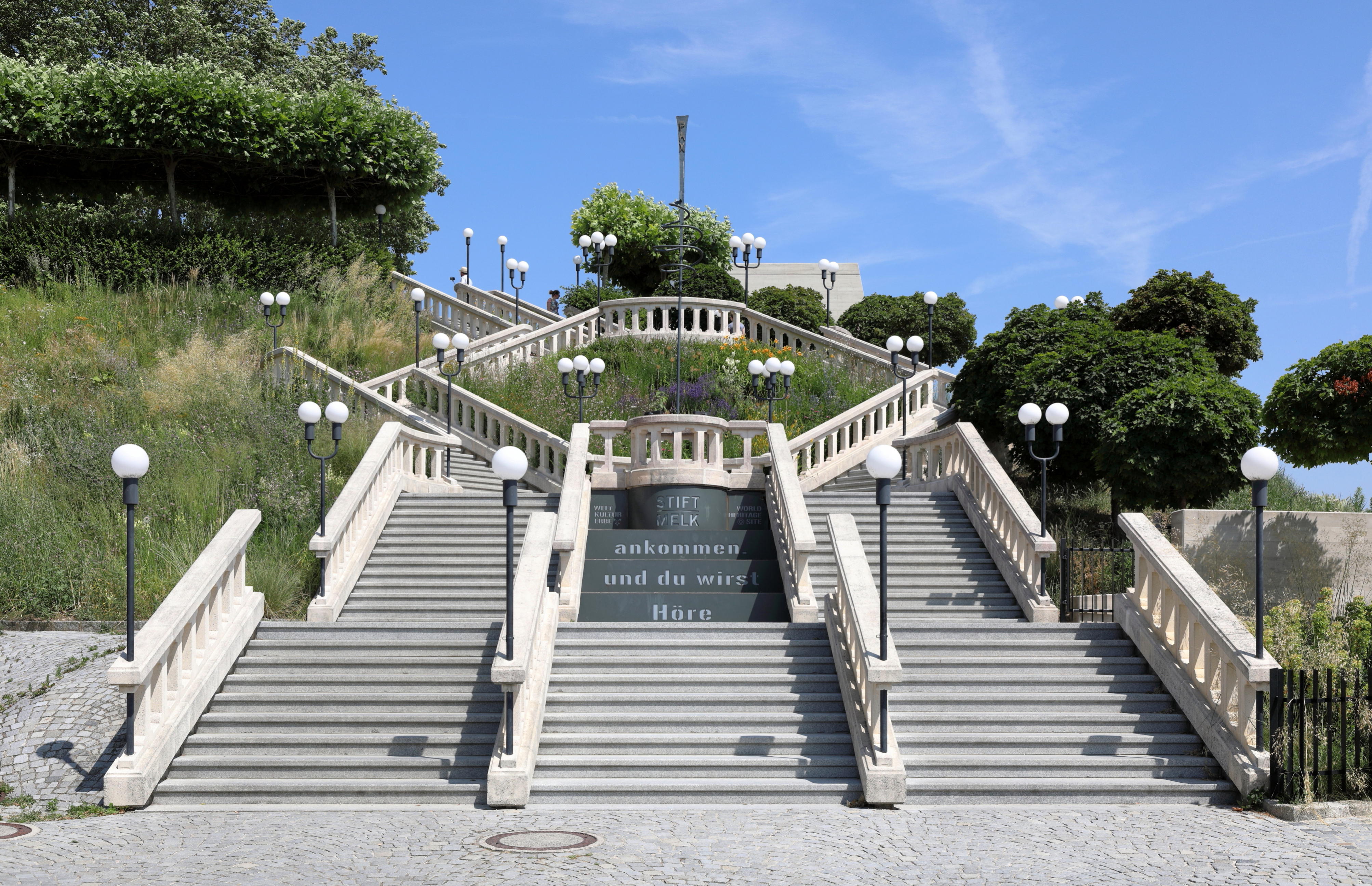
Schodiště parku
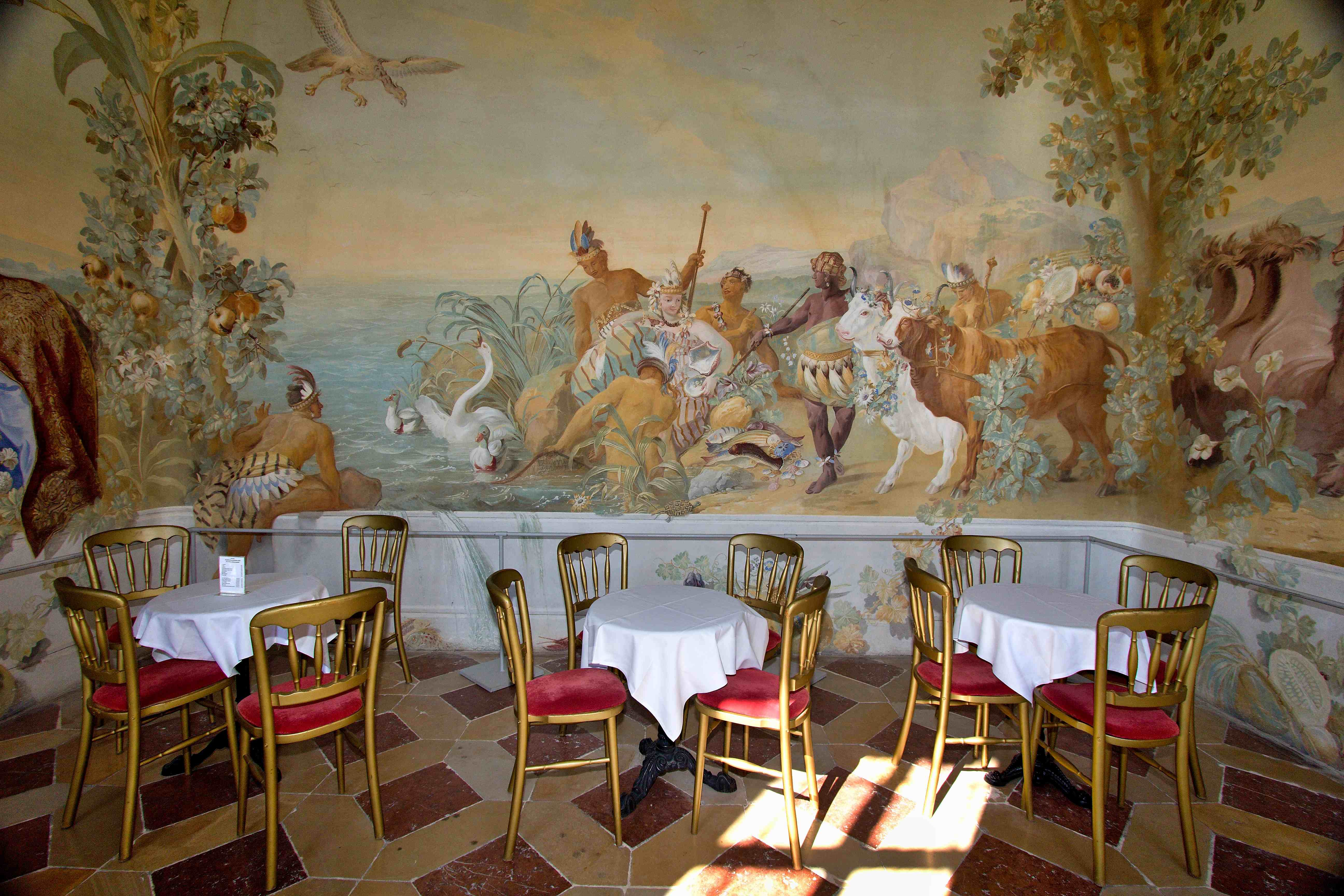
Letní pavilon
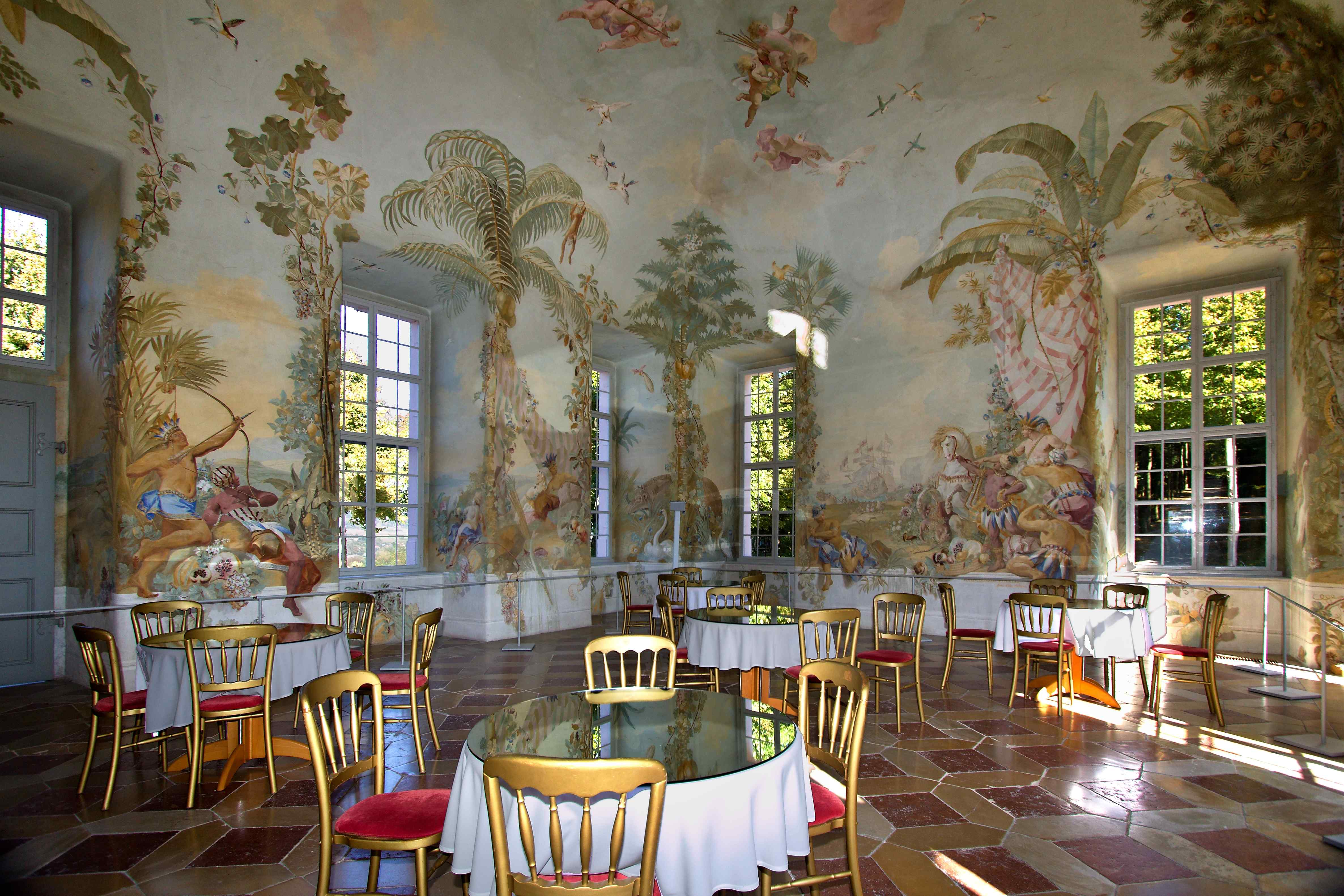
Letní pavilon